# Esslingen (Zwitserland)
Esslingen is een plaats in de Zwitserse gemeente Egg in het kanton Zürich. De plaats ligt ongeveer 15 km ten zuidoosten van de stad Zürich. Tot de Esslingen horen ook Oberesslingen en Niederesslingen, Rotblatt, Innervollikon en Ausservollikon.
In Esslingen ligt ook het eindpunt van de Forchbahn die het dorp met het centrum van Zürich verbindt.

## Afbeeldingwn

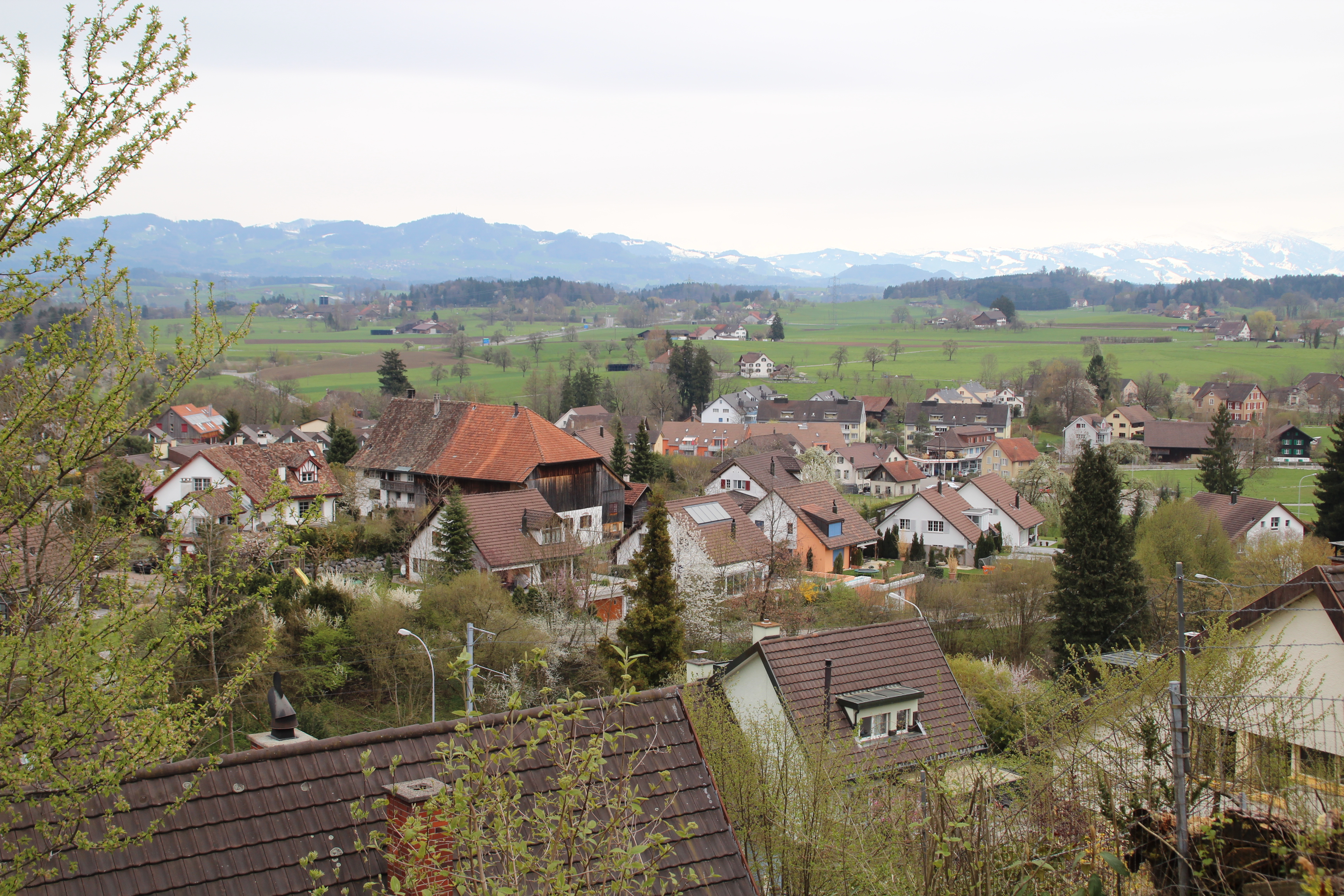
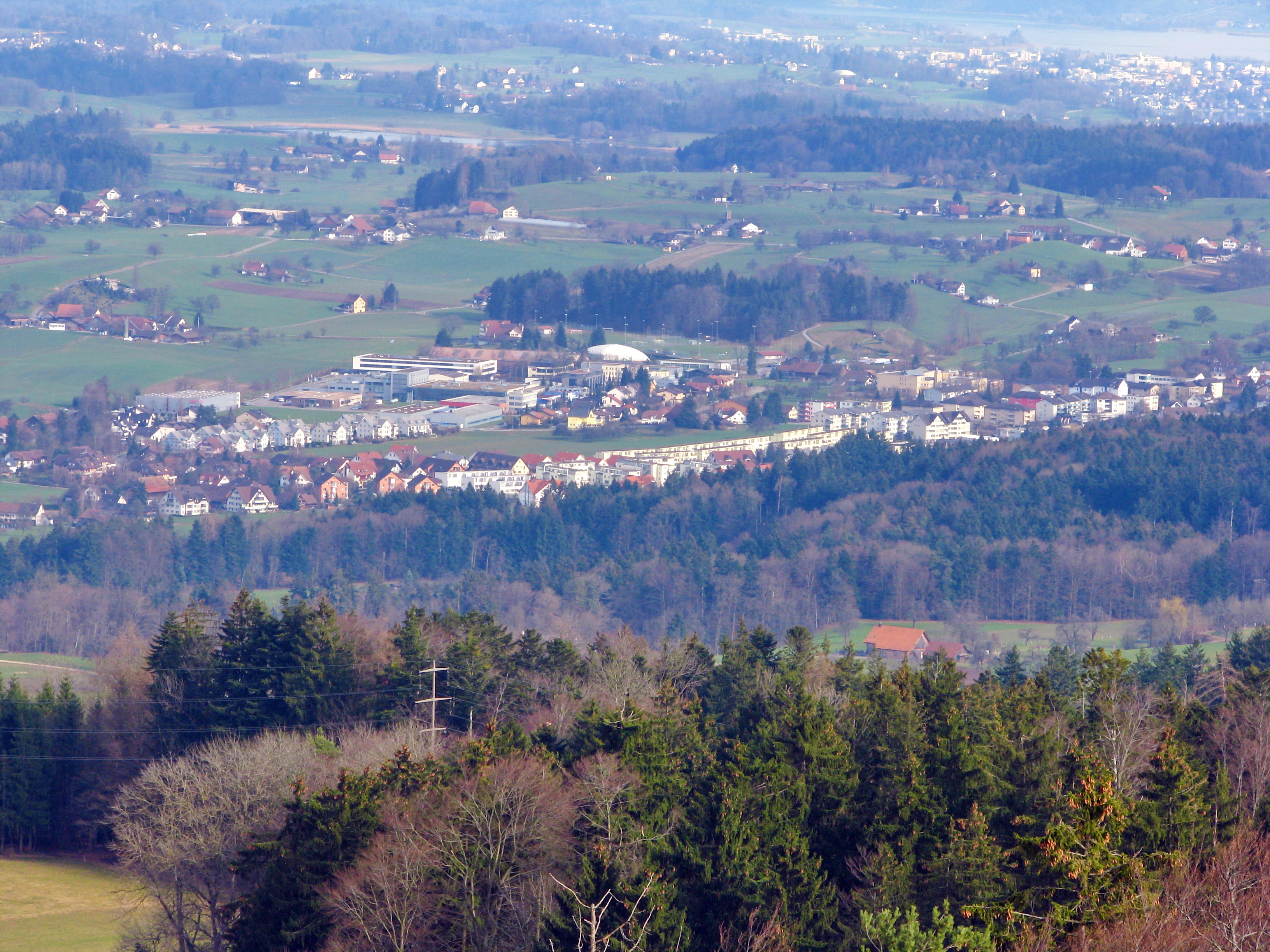
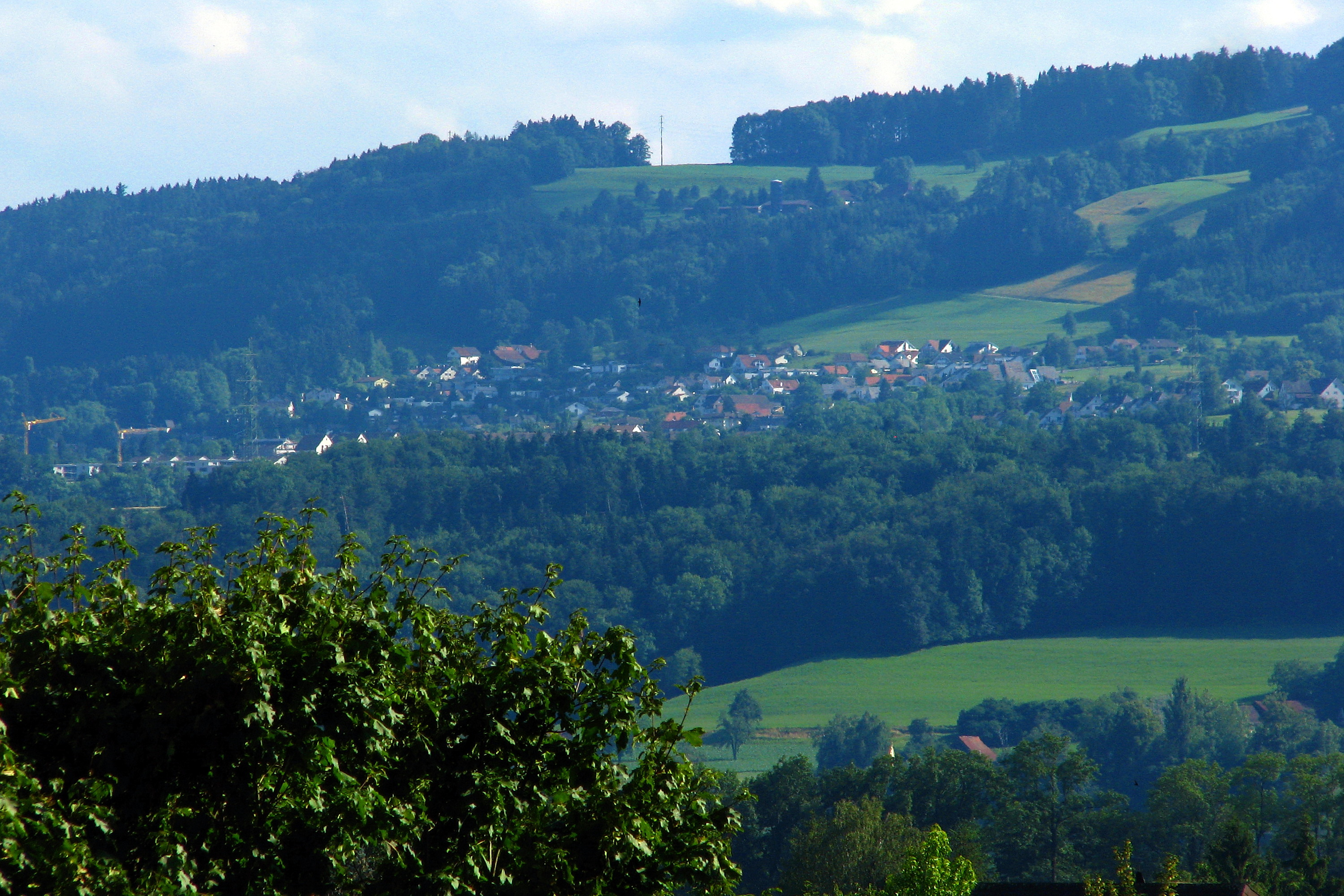